# ناكامورا ماساناو
ناكامورا ماساناو هو مترجم وكاتب وسياسي ياباني، ولد في 24 يونيو 1832 في طوكيو في اليابان، وتوفي في 7 يونيو 1891.